# پیتر هور
پیتر هور (به انگلیسی: Peter Hore)، یا پیتر مایکل هُوارد (به انگلیسی: Peter Michael Howard) با نام مستعار شاک (به انگلیسی: SHOK) هولیگان اهل استرالیایی است که به خاطر جنجال‌آفرینی‌هایش در مسابقات و مراسم‌های رسمی، مشهور گشته است.
در ایران، او را به خاطر پاره کردن تور دروازه تیم ملی ایران و (متعاقباً) ایجاد تأخیر چند دقیقه‌ای که باعث برگشتن آرامش و کاهش اضطراب بازیکنان تیم ملی در بازی با استرالیا شد و منجر به صعود ایران به جام جهانی فوتبال ۱۹۹۸ فرانسه گردید، به عنوان «منجی تیم ملی ایران» از او یاد می‌شود.

## زندگی شخصی
هور در ۱۸ اوت ۱۹۵۹ در لیسمور، نیو ساوث والز در استرالیا به دنیا آمد. او از بیماری اسکیزوفرنی رنج می‌برد و با حقوق مستمری ناتوانان دولت زندگی می‌کند. او در حومه شهر می‌فیلد در شهر نیوکاسل، نیو ساوث والز زندگی می‌کند.

## اتفاقات
- ۴ نوامبر ۱۹۹۷: دویدن میان پیست اسبدوانی مسابقات ملبورن.
- ۲۹ نوامبر ۱۹۹۷: هور از میان تماشاگران به زمین مسابقه می‌پرد و قسمت بالایی تور دروازه ایران را پاره می‌کند. بازی برای دقایق طولانی متوقف می‌شود.
- ژانویه ۲۰۰۰ فینال مسابقات مهم تنیس اوپن استرالیا بین آندره آغاسی و یوگنی کافلنیکف: هور به وسط زمین مسابقه می‌دود و از روی تور می‌پرد.
- ۱ اکتبر ۲۰۰۰: در جریان رقابت‌های المپیک سیدنی و هنگام برگزاری دوی ماراتن، هور با یک ساز بادی استرالیایی وارد مسیر مسابقه می‌شود و بعد ازاخلال در مراسم، فرار می‌کند
- ژوئیه ۲۰۰۲: او با حضور در یک کمپ نگهداری پناهندگان موجبات فرار ۳۵ نفر از آنها را فراهم می‌کند، اما پناهندگان بدون آب و غذا و درحالی که دمای هوا دو درجه زیر صفر است، در بیابان رها می‌شوند. هور به خاطر این حرکت خطرناک سه ماه زندان می‌رود.
- ۱ مارس ۲۰۰۶: در جریان دیدار دو تیم نیوکاسل نایتز و پاراماتا ایلس، هور با قفسی پراز گربه و با یک سه چرخه وارد زمین می‌شود و توپ را شوت می‌کند.
- ۱۹ آوریل ۲۰۰۷: وارد دانشگاه کوئینزلد شد و یک سخنرانی با محوریت مطالعات رسانه‌ای را متوقف کرد
- سپتامبر ۲۰۱۱ در حین برگزاری یک فستیوال موسیقی به روی صحنه پرید و خودش را به ست درامز روی صحنه کوباند.